# Český studijní překlad

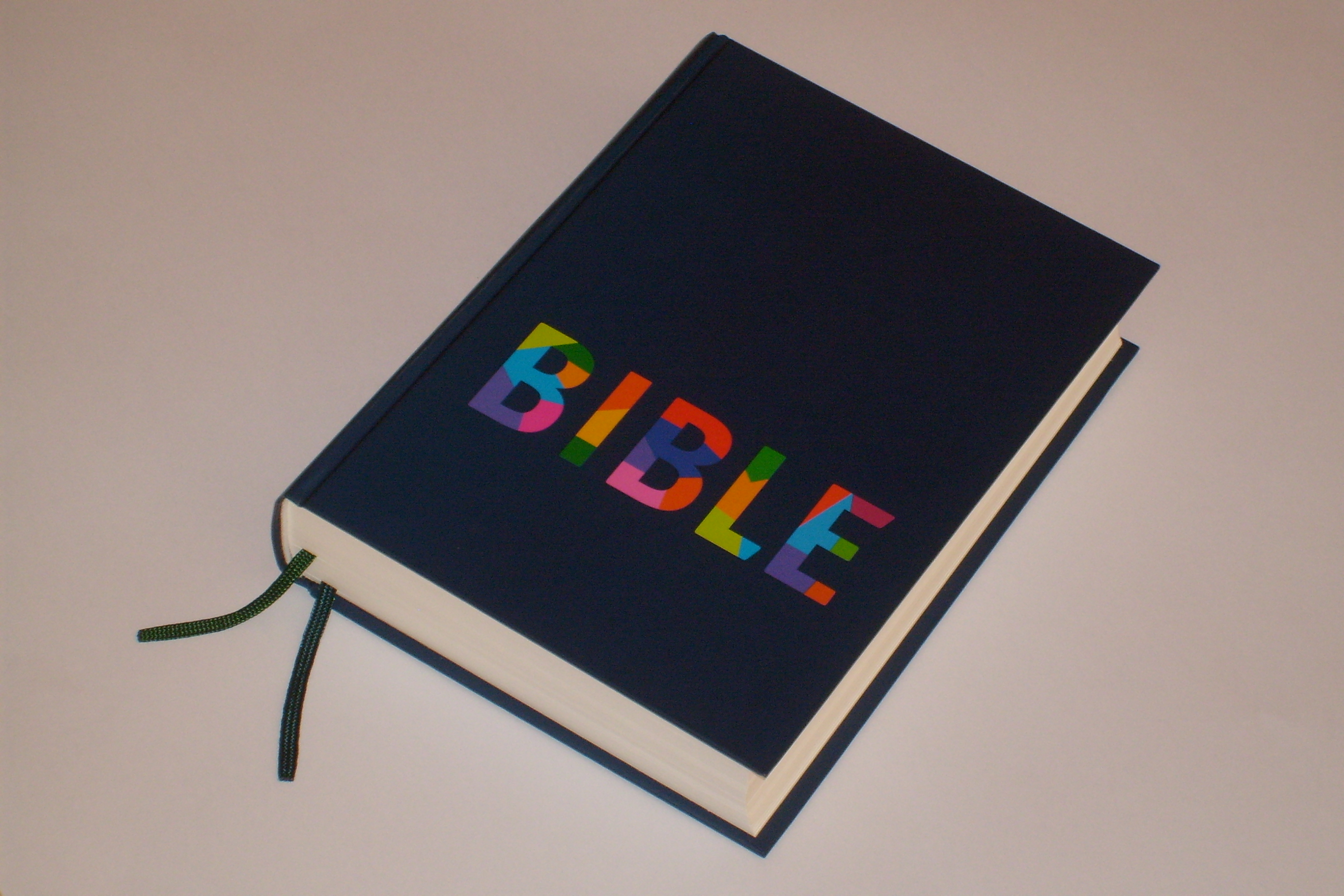
Bible – český studijní překlad (2009)

Český studijní překlad (zkratka ČSP) je jeden z moderních českých překladů bible. 
Nový zákon (pod filologicky přesnějším titulem Nová smlouva) byl v první verzi vydán v roce 1994, překládali ho Antonín Zelina a Pavel Jartym. Poté byl překlad dvakrát revidován, poprvé v roce 2000 a podruhé v roce 2007. 
Překlad Starého zákona (Staré smlouvy) vzniká od roku 1994, byl dokončen v roce 2008 a jednotlivé knihy (Kniha přísloví, kniha Daniel, kniha Jeremjáš, kniha Jozue, kniha Soudců, kniha Rút) byly vydávány průběžně od roku 2002. Na překladu Starého zákona se podíleli Antonín Zelina, Michal Krchňák, Karel Dřízal, Jiří Hedánek a Dan Drápal. Celý překlad Bible byl vydán v červenci 2009. Překlad vzniká na popud Křesťanské misijní společnosti.
Překlad má být studijním překladem, chce podat co nejpřesnější filologický obraz originálu. V mnohém proto překládá co nejdoslovněji a je doplněn podrobnými poznámkami, především filologického charakteru (např. doslovný překlad a vysvětlení některých slov a idiomů originálu, ale i poznámky historické a vysvětlení některých reálií). Dalším cílem překladatelů je maximální konkordantnost, tedy snaha, aby jednotlivé termíny byly na všech místech textu, pokud je to možné, překládány shodně. Zároveň se ale překladatelé snaží o vytříbený a současný jazyk a přiměřenou čtivost textu. Překladatelé používali unikátní překladatelský software, jehož autorem je Antonín Zelina. Překlad se také snaží o ekumenickou platnost a překladatelé jsou členové různých protestantských církví. Katolická církev se k překladu doposud oficiálně nevyjádřila. Z katolického a pravoslavného hlediska je však biblický text v tomto překladu neúplný, protože neobsahuje deuterokanonické knihy (viz Biblický kánon).